# Halictophagidae
Halictophagidae (лат.) — семейство веерокрылых насекомых из отряда Strepsiptera. Около 130 видов.

## Описание
Встречаются повсеместно (Африка, Азия, Америка, Австралия, Европа).
Цефалоторакс самок сплющенный. Усики самцов 6 или 7-члениковые, мандибулы короткие, нижние челюсти редуцированы. Лапки самцов 3-члениковые.
Паразитируют на клопах (на Pentatomidae отмечены Coriophaginae), прямокрылых (Gryllidae; на Tridactylidae отмечены Tridactylophaginae), тараканах (Blattodeaphaginae) и двукрылые (на Tephritidae отмечены члены подсемейства Dipterophaginae, которое иногда рассматривают в статусе отдельного семейства). Представители номинативного подсемейства Halictophaginae паразитируют на равнокрылых (Cicadellidae, Eurybrachyidae, Fulgoridae, Tettigometridae, Issidae, Flatidae, Cercopidae, Delphacidae и Membracidae). Группа близкая к семейству Corioxenidae
.

## Систематика
Выделяют 4 или 5 подсемейств, 6 родов и около 130 видов.
- Coriophaginae Kinzelbach, 1971
  - Coriophagus Kinzelbach, 1971 — 12 видов
- Dipterophaginae Drew and Allwood, 1985 (=Diperophaginae Kathirithamby, 1989)
  - Dipterophagus Drew & Allwood, 1985 (D. daci Drew & Allwood, 1985)
- Halictophaginae Perkins, 1905 (=Blattodeaphaginae Kathirithamby, 1989)
  - Blattodeaphagus Kathirithamby, 1992
  - Halictophagus Dale, in Curtis 1832 — около 80 видов
    - = Membracixenos Pierce, 1952

  - Stenocranophilus Pierce, 1914 — около 5 видов
- Tridactylophaginae Hofendeder & Fulmek, 1943
  - Tridactylophagus Subramaniam, 1932 — около 15 видов